# Boskovics Jenő-díj
A World Weightlifting, a  Nemzetközi Súlyemelő Szövetség (IWF) lapja 1982 óta tünteti ki az előző év legjobbjának választott súlyemelőjét, 1991 óta pedig az év súlyemelőnőjét is. A díj a Nemzetközi Súlyemelő Szövetség egykori sajtófőnökének és a lap egykori  főszerkesztőjének emlékére 2011 óta viseli a Boskovics Jenő-díj elnevezést, és minden évben az Év súlyemelője és súlyemelőnője veheti át az egész világra kiterjedő, internetes szavazás alapján.

## Díjazottak

### 2018
- Lasa Talahadze (Grúzia)[1]
- Lidia Valentín (Spanyolország)[1]

### 2017
- Lasa Talahadze (Grúzia)[2]
- Lidia Valentín (Spanyolország)[3]

### 2016
- Kiánus Rosztami (Irán)[4]
- Szopita Thanaszan (Thaiföld)

### 2015
- Ilja Iljin (Kazahsztán)[5]
- Hszü Su-csing (Kinai Köztársaság, Tajpej)

### 2014
- Ilja Iljin (Kazahsztán)[6]
- Tatyjana Kasirina (Oroszország)

### 2013
- Ruszlan Albegov  (Oroszország)[7]
- Tatyjana Kasirina (Oroszország)

### 2012
- Behdad Salimi (Irán)
- Zulfiya Chinshanlo (Kazahsztán)[8]

### 2011
- Khadzhimurat Akkayev (Oroszország)[9]
- Svetlana Tsarukayeva (Oroszország)

### 2010
- Behdad Salimi (Irán)
- Svetlana Podobedova (Kazahsztán)